# Juri Kous
Juri Kous (madžarsko Kousz György, prekmursko Jürko Kous) slovenski kantor in šolmošter na Madžarskem. * Pertoča, o. 1776; † Pertoča 1829?
Prvo se je pokazal leta 1808. Po mnenju vizitacije se je rodil v Pertoči in bržčas poučuje deset let.

V Pertoči je nastajal okoli leta 1800 (Ivan Škafar) katoliško pesmarico. Ima 378 strani in 256 cerkvenih, 1 svetovno pesem, litanije in pasijon po evangelistu Mateju, na koncu je razne dogodbe v prozi (Kniga hisztoriánszka). Ker v tistem času Kous je pertoški kantor, zato morda on je avtor, ampak še ne izključeno Štefan Pauli (Pavel), ondašnji župnik.
Leta 1829 že je drugi učitelj delal v Pertoči, Janoš ali Ivan Kous, tudi tukaj se je rodil. Menda Jurijov sin.